# بخش تونگوان
بخش تونگوان (به لاتین: Tongguan District) یک منطقهٔ مسکونی در چین است که در تانگلینگ واقع شده‌است.